# Regione Centrale (Malta)
La Regione Centrale (in inglese: Central Region, in maltese: Reġjun Ċentrali) è stata una  regione di Malta. La regione comprendeva la parte centrale dell'isola principale di Malta, e confinava con le regioni Settentrionale, Meridionale e Sudorientale.
Fu creata con la legge n. XVI del 2009 su una parte della Malta Maestrale. L'Act no.XIV del 2019, che ha portato ad una riforma delle suddivisioni nel 2021, l'ha soppressa.

## Suddivisione

### Distretti
La Regione Centrale comprendeva parti del Porto settentrionale e del Distretto Occidentale.

### Consigli locali
La Regione Centrale era formata da 13 consigli locali:
- Attard - comprende le aree di Ħal Warda, Misraħ Kola, Sant'Anton e Ta' Qali.
- Balzan
- Birchircara - comprende le aree di Fleur-de-Lys, Swatar, Tal-Qattus, Ta' Paris e Mrieħel.
- Gżira - comprende l'area dell'isola Manoel
- L-Iklin
- Lia - comprende l'area di Tal-Mirakli
- Msida - comprende le aree di Swatar e Tal-Qroqq
- Pietà - comprende l'area di Gwardamanġa
- San Giuliano - comprende le aree di Paceville, Balluta Bay, St. George's Bay e Ta' Ġiorni
- San Ġwann - comprende le aree di Kappara, Mensija, Misraħ Lewża e Ta' Żwejt.
- Santa Venera - comprende parti di Fleur-de-Lys e Mrieħel
- Sliema - comprende le aree di Savoy, Tigné, Qui-si-Sana e Fond Għadir
- Ta' Xbiex

Borghi
- Fleur-de-Lys
- Gwardamanġa
- Kappara
- Paceville
- Swatar